# Gerbillus perpallidus
Gerbillus perpallidus là một loài động vật có vú trong họ Chuột, bộ Gặm nhấm. Loài này được Setzer mô tả năm 1958.

## Hình ảnh

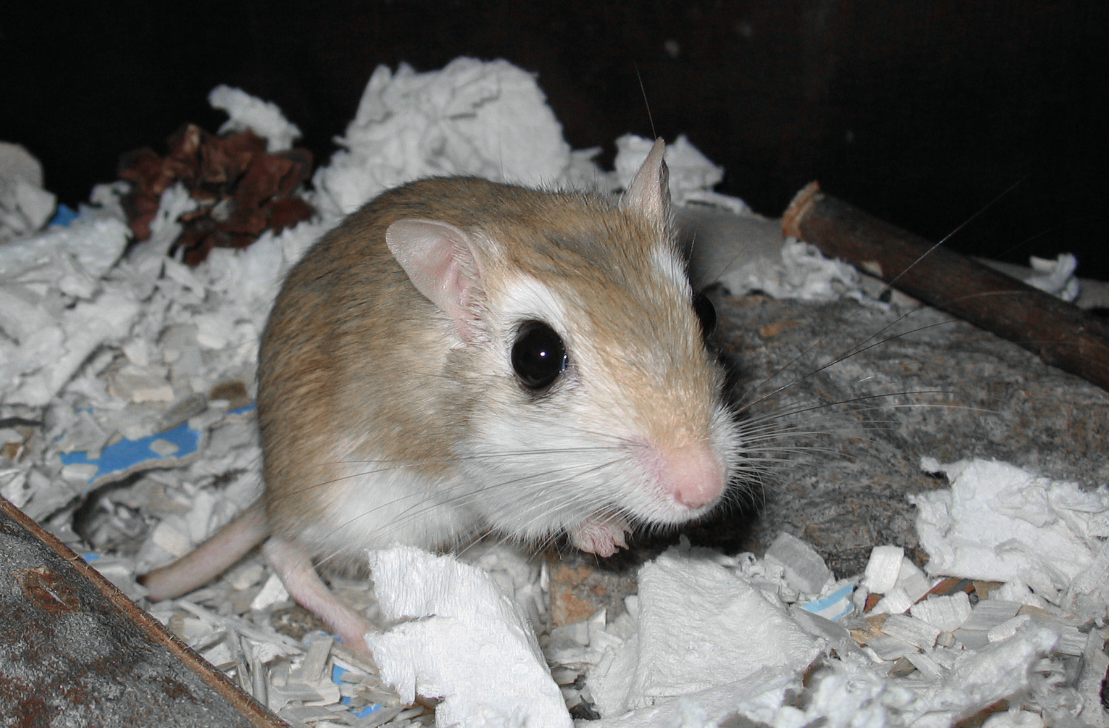
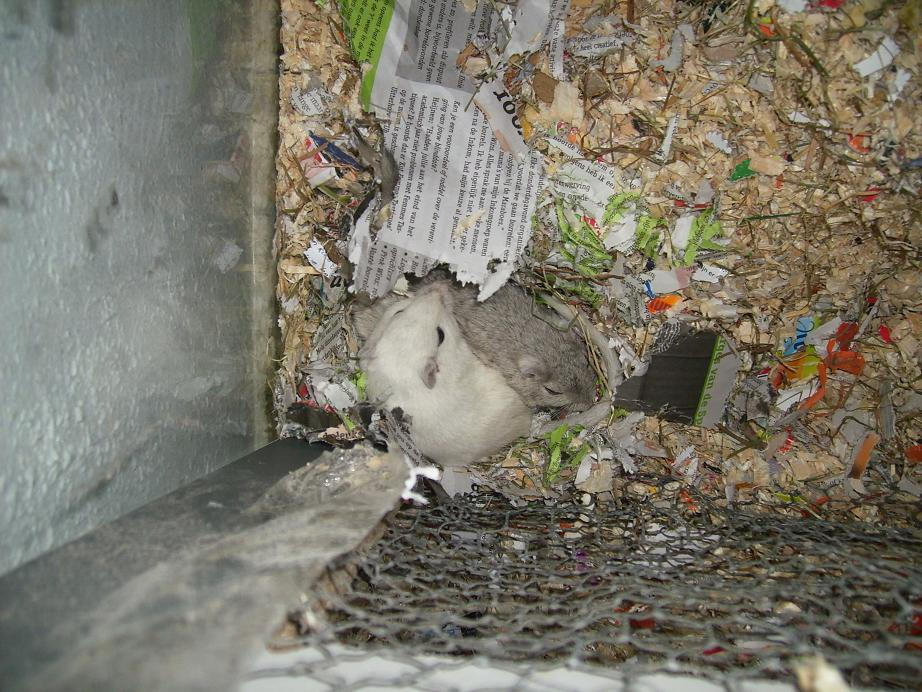